# Benjamin Hendrickson
Benjamin Hendrickson (Huntington, 26 agosto 1950 – Huntington, 3 luglio 2006) è stato un attore statunitense.
È morto suicida all'età di 55 anni.

## Filmografia

### Cinema
- Manhunter - Frammenti di un omicidio (Manhunter), regia di Michael Mann (1986)
- Mamma ho acchiappato un russo (Russkies), regia di Rick Rosenthal (1987)
- A proposito di Henry (Regarding Henry), regia di Mike Nichols (1991)
- Giochi d'adulti (Consenting Adults), regia di Alan J. Pakula (1992)
- Spanking the Monkey, regia di David O. Russell (1994)
- Mr. Smith Gets a Hustler, regia di Ian McCrudden (2002)

### Televisione
- The Time of Your Life - film TV (1976)
- Texas - 41 episodi (1981)
- Dreams Don't Die - film TV (1982)
- Ostaggio per il demonio (The Demon Murder Case) - film TV (1983)
- Sentieri (The Guiding Light) - 2 episodi (1982-1983)
- Destini (Another World) - 2 episodi (1983)
- Adam's Apple - film TV (1986)
- CBS Schoolbreak Special - un episodio (1990)
- Mann & Machine - un episodio (1992)
- Law & Order - I due volti della giustizia (Law & Order) - 2 episodi (1991, 1997)
- Così gira il mondo (As the World Turns) - 526 episodi (1985-2006)

## Premi
- Daytime Emmy Awards
  - 2003: "Outstanding Supporting Actor in a Drama Series"